# Оборона Одеси (1941)
Оборона Одеси (5 серпня-16 жовтня 1941) — оборонна операція військ Окремої Приморської армії і Чорноморського флоту в роки Другої світової війни з метою утримання міста Одеса від німецько-румунських військ.

## Передумови
У липні 1941 року, після перших оборонних боїв на кордонах СРСР, війська Південного фронту Червоної армії ухиляючись від оточення, викликаного катастрофічними поразками Південно-Західного фронту, почали відступ на схід. Відхід у другій половині липня військ фронту за Дністер, подальший їх відступ на початку серпня, прорив румунсько-німецьких військ північніше Тирасполя створили безпосередню загрозу захоплення Одеської військово-морської бази і міста Одеса з боку суші. Однак, попри велику чисельну перевагу 4-ї румунської армії, їм не вдалося оволодіти Одесою з ходу. Розпочалася битва за місто, яка отримала назву «битва за Одесу» або «оборона Одеси».

## Хід оборонної операції
До початку німецько-радянської війни Одеса не була підготовлена в інженерному відношенні до оборони з берега. Значною мірою це пояснюється тим, що Одеська ВМБ, згідно з існуючими на той період керівними документами, вважалася тиловою базою і не готувалася до кругової оборони. З іншого боку, для цього відносно нового оперативного з'єднання Чорноморського флоту не існувало єдиного плану оборони з суші, моря і повітря.
4 серпня Народний комісар Військово-Морського Флоту СРСР наказав командувачу Чорноморським флотом організувати оборону Одеси з сухопутного напрямку, а на наступний день, 5 серпня надійшов наказ Ставки Верховного Головнокомандування про підготовку оборони міста. 8 серпня Одеса була об'явлена на осадному становищі, а 13 серпня румунсько-німецькі війська вийшли до Чорного моря на схід від Одеси і повністю блокували її з суші, остаточно відрізавши її від військ Південного фронту.
19 серпня, вже під час перших оборонних боїв, директивою Ставки ВГК був затверджений план заходів з організації оборони міста і сформований Одеський оборонний район (ООР) на чолі з командиром Одеської військово-морської бази контр-адміралом Гаврилом Васильовичем Жуковим. До складу району увійшли сили Одеської ВМБ і Приморської армії (25-та і 95-та стрілецькі дивізії, які раніше входили в 9-ту армію, 1-ша кавалерійська дивізія та деякі частині посилення). Командувач армією генерал-лейтенант Георгій Павлович Софронов був призначений заступником командира ООР (з 5 жовтня — генерал-майор Іван Юхимович Петров).

### Організація оборони Одеським оборонним районом
15 серпня війська 4-ї румунської армії здійснили першу спробу наступу на Одесу у напрямку Сичавка — Булдинка, але наступ успіху не мав. Через три дні, 18 серпня, румунські війська розгорнули наступ по всьому сухопутному фронту і, в ході триденних запеклих боїв, до 20 серпня вийшли в район Карсталь — Вигода. Надалі, до 27 серпня румуни просунулися на рубіж Гільдендорф — Олександрівка, що дозволило йому здійснювати обстріл міста і порту корпусною та армійською артилерією місто, порт і підходи до останнього з моря. 12 вересня, отримавши підкріплення, румунські війська спрямували головний удар на Великий Дальник: вихід румунів у район між населеними пунктами Гросслібенталь і Клейнлібенталь, а також на західний берег Сухого лиману створив пряму загрозу морським перевезенням до Одеси, збільшив можливості обстрілу міста.
14 вересня військова рада ООР була змушена запросити термінову допомогу через брак підкріплень. 17 вересня в Одесу з Новоросійська була перекинута повнокровна кадрова 157-ма стрілецька дивізія загальною чисельністю 12 600 чоловік під командуванням полковника Дмитра Томілова. Поповнення з резерву Ставки дозволило розпочати підготовку контрудару в Східному секторі оборони.
22 вересня з метою оточення і знищення лівофлангового угруповання противника в районі Нова Дофінівка — Олександрівка 157-ма і 421-ша стрілецькі дивізії завдали контрудару по позиціям 13-ї і 15-ї піхотних дивізій румун з одночасним комбінованим повітряно-морським десантом у найближчий тил румунських військ у районі села Григорівка. У результаті контрудару румуни змушені були наприкінці вересня перейти до оборони на всьому фронті під Одесою. Однак ситуація, що склалася до того часу на південному крилі радянсько-німецького фронту, була така, що подальше утримання Одеської військово-морської бази ставало все менш доцільним.
У повітряному бою 28 вересня 1941 року загинув разом з Митрофаном Стребковим льотчик Іван Щепоткін. Той день став першим «чорним днем» для транспортної авіації Люфтваффе на Східному фронті. 11 І-16 69-го полку та 2 штурмовики Іл-2 46-ї ескадрильї ВПС Чорноморського флоту вилетіли із завданням штурмувати румунську вантажну колону в районі дороги Спиридонівка — Свердлове. Колона в зазначеному місці не була виявлена, на зворотному шляху зустріли повітряний караван — «Юнкерси» тягли за собою планери з набоями. У повітряному бою було збито чотири Junkers Ju 52 та три планери DFS 230, з радянської сторони були збиті два І-16. Рештки двох сильно розбитих винищувачів були виявлені між Визиркою і Тишково (Любопіль). У звіті 104-ї транспортної групи Люфтваффе записано, що 2 радянські літаки були збиті кулеметним вогнем бортових стрільців.
30 вересня Ставка Верховного Головнокомандування ухвалила рішення про евакуацію Одеського оборонного району, яка і була проведена в період з 1 по 16 жовтня 1941 року.

### Участь у обороні Чорноморського флоту
З початку війни на підходах до Одеської ВМБ був виставлений корабельний дозор, створені загони з оборони важливих об'єктів, створені пости спостереження, оповіщення і зв'язку. В морському секторі виставлені шхуни з аеростатами загородження і плавучі зенітні батареї.
Військовій раді Чорноморського флоту було дано вказівку утримувати Одесу до кінця, незалежно від стану прав на сухопутному фронті, у випадку оточення міста забезпечити підтримку з моря, на Тендрівській косі організувати базу для прикриття морських перевезень.
Основними завданнями сил флоту під час оборони Одеси були:
- доставка морем поповнень військ і озброєнь, евакуація важливих в економічному значенні вантажів;
- вогнева підтримка корабельною артилерією і авіацією флоту, вогнем берегових батарей військ Одеського оборонного району;
- сприяння сухопутним військам у здійсненні контрударів проведенням морських десантів;
- на останньому етапі оборони — евакуація військ і техніки Приморської армії в Севастополь.

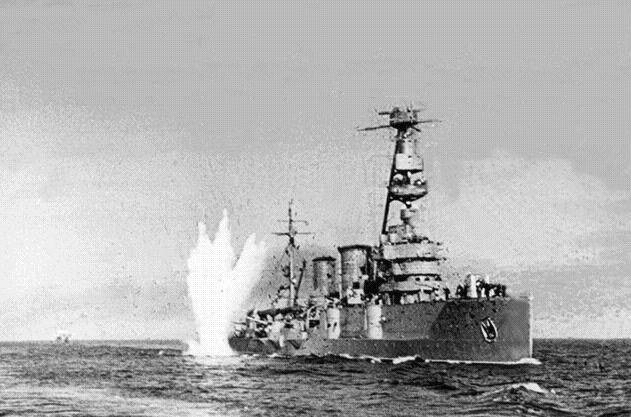
Крейсер «Красний Крим»

В боях за Одесу важливу роль зіграли артилерійські удари, які здійснювалися крейсерами, есмінцями і канонерськими човнами ЧФ. На початковому етапі оборони артилерійська підтримка військ покладалася на загін кораблів Північно-західного району (крейсер «Комінтерн», есмінці «Шаумян», «Незаможник», канонерські човни «Красная Армєнія», «Красная Абхазія», «Красная Грузія», «Красная Аджарія»). Слід зазначити, що усі ці кораблі мали застаріле артозброєння, тому надалі командування флоту до артилерійських ударів залучало і кораблі з основного складу сил флоту. За час оборони міста в артилерійській підтримці військ ООР взяло участь 22 кораблі Чорноморського флоту — усього з цією метою було зроблено 165 виходів в район Одеси. Всього було випущено близько 15 тис. снарядів. Однак переважна більшість артстрільб здійснювалася по площам, тому вони були малоефективні. Найбільшу інтенсивність артилерійська підтримка з моря мала під час проведення Григорівського десанту.
Крім корабельної артилерії активну участь в обороні Одеси брала берегова артилерія Одеської ВМБ: два дивізіони стаціонарної артилерії калібру від 130 до 203 мм і один дивізіон рухомих батарей калібру 152 і 203 мм. 25 серпня, коли стаціонарні берегові батареї опинилися під загрозою захоплення біла підірвана 412-та берегова батарея (46°35′31.8″ пн. ш. 30°57′51.9″ сх. д. / 46.592167° пн. ш. 30.964417° сх. д.), а 30 серпня — 21-ша. Усі три батареї 42-го окремого артдивізіону були підірвані в останній день евакуації. З п'яти рухомих батарей три були надалі евакуйовані в Севастополь, а дві ті що прикривали відхід військ — підірвані.
Військово-повітряні сили флоту на одеських аеродромах були нечисельні — на початок оборони 69-й винищувальний авіаполк налічував 41 літак, тому з 22 серпня підтримку військ ООР здійснювали основні сили ВПС ЧФ. Всього було здійснено близько 7 тис. літако-вильотів.
Найбільшою успішною бойовою задачею флоту в період оборони Одеси було проведення 22 вересня тактичного морського десанту в районі села Григорівка на підтримку контрудару 157-ї і 421-ї стрілецьких дивізій в Східному секторі оборони.

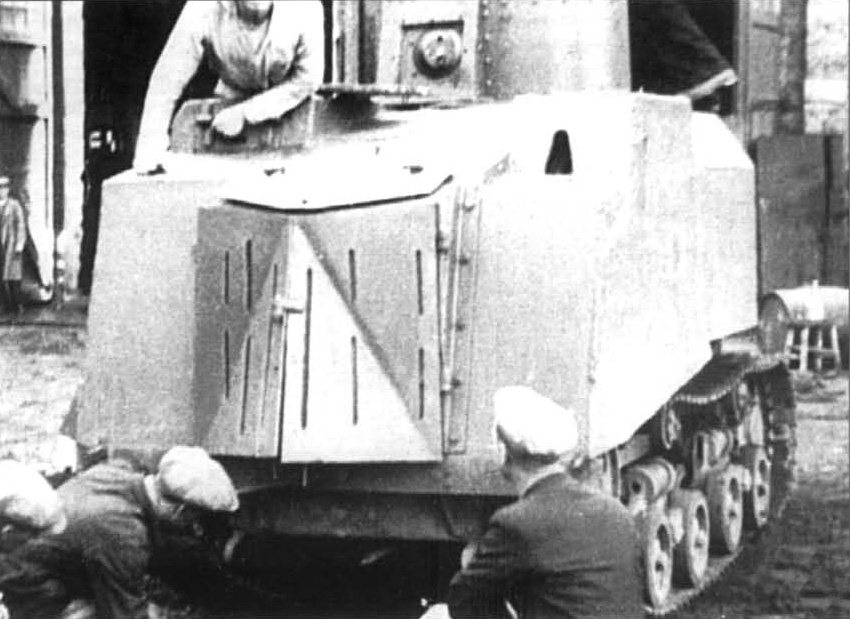
Саморобний танк НІ в цеху заводу імені Січневого повстання

За період оборони транспортний флот Чорноморського басейну (не враховуючи рейси суден допоміжного флоту ЧФ і бойових кораблів) здійснив 911 рейсів з Севастополя в Одесу і на-зворот загальним тоннажем 4 млн тон. Транспортами і бойовими кораблями ЧФ в обох напрямках було перевезено 195 тис. бійців і офіцерів. З Одеси було евакуйовано понад 300 тис. цивільного населення, 80 великих і середніх підприємств. Есмінці, тральщики і сторожові катери здійснили понад 700 виходів в море для охорони конвоїв і окремих транспортів.
Згідно з рішенням Ставки ВГК з 1 по 16 жовтня Чорноморський флот здійснював евакуацію Одеського оборонного району на Кримський півострів. Під час евакуації було евакуйовано 86 тис. військових і 15 тис. цивільного населення, 1158 автомашин, 462 гармати, 14 танків, 36 бронемашин, 163 трактори, понад 25 тис. тон різних вантажів.
Евакуація військ з Одеси відбулась без втрат і несподівано для ворога. Війська Приморської армії евакуйовані з Одеси, були спрямовані на оборону Севастополя. Радянські війська, що протягом 73 днів обороняли місто, стримували значні сили німецько-румунських військ, завдавши їм значних втрат. Оборона міста давала можливість Чорноморському флоту впродовж другої половини 1941 року контролювати всю акваторію Чорного моря, загрожуючи узбережжю Румунії та її нафтовим родовищам.

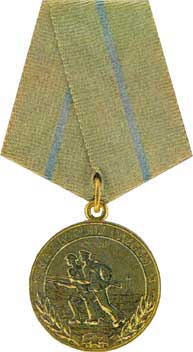
Медаль «За оборону Одеси»

## Визнання та вшанування захисників Одеси

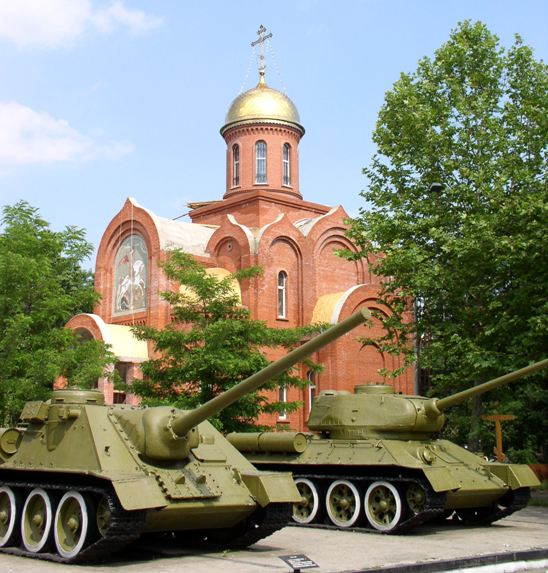
Меморіал героїчної оборони Одеси на місці 411-ї берегової батареї

- Меморіальний комплекс Пам'ятник невідомому матросу та Алея слави у парку Шевченко
- Меморіал героїчної оборони Одеси 411-ї берегової батареї
- Пояс Слави — ланцюг 11 монументів, зведених у 1964—1967 роках на рубежах героїчної оборони Одеси
- 100 км по Поясу Слави
- Музей партизанської слави (катакомби)
- 1 травня 1945 року Одесі присвоєне звання місто-герой.

### Медаль «За оборону Одеси»
Указом Президії Верховної Ради СРСР від 22 грудня 1942 року була заснована медаль «За оборону Одеси». Нею нагороджувалися всі учасники оборони Одеси — військовослужбовці Червоної Армії, Військово-Морського Флоту і військ НКВС, а також особи з цивільного населення, які брали безпосередню участь в обороні міста в період з 5 серпня по 16 жовтня 1941 року.

### Відображення оборони Одеси у мистецтві
- Спрага (рос. Жажда), Одеська кіностудія, 1959
- Подвиг Одеси (рос. Подвиг Одессы), Одеська кіностудія, 1985
- Потяг в далекий серпень (рос. Поезд в далёкий август), Одеська кіностудія, 1971
- Незламна (рос. «Битва за Севастополь», англ. «Battle for Sevastopol») ТОВ Студія «Кінороб» (Україна), «Новые люди» (Росія), 2015. Фільм присвячений найкращій у світі жінці-снайперу Герою Радянського Союзу Людмилі Павличенко, яка брала участь в обороні Одеси та Севастополя.